# Kooperativa föreningen Pan
Pan var en kooperativ förening i Malmö som grundades 1898. Föreningen har sitt namn efter guden Pan. Pan var en av föreningarna som bildade Kooperativa förbundet 1899 men 1904 gick föreningen i konkurs. Den ledande kooperativa föreningen i Malmö blev Solidar. Pan är också känt för att Per Albin Hansson arbetade där som ung.